# Thomar Vrbe

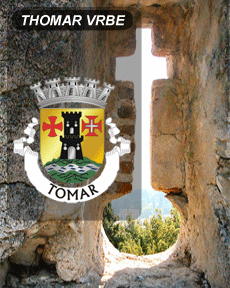
Cartaz do projecto.

Thomar Vrbe (ou Tomar Urbe, nome alternativo) é um projecto no âmbito do concurso "Cidades Criativas" lançado pela Universidade de Aveiro. Levado a cabo por alunos de Área de Projecto do 12º ano da Escola Secundária Jácome Ratton de Tomar, cujo tema centra-se na Requalificação das antigas instalações das Fábricas Mendes Godinho e Fábrica de Fiação situadas em Tomar.
O título Thomar Vrbe (que em Latim significa cidade de Tomar) é uma alusão ao passado, não no sentido histórico, mas sim, remetendo para o passado industrial tomarense, de facto, o tema do projecto recai sobre duas indústrias deveras importantes para a cidade de Tomar. As fábricas de Manuel Mendes Godinho e a fábrica de fiação (antiga Fábrica de Algodões, Lençarias e Meias de Tomar) que Jácome Ratton e Timótheo Verdier fizeram construir aproveitando a força hidráulica do Rio Nabão.
O Projecto foi distinguido com uma menção honrosa no Prémio Parque Expo - "Prémio de Transformação Urbana".

## Projecto Actual
Actualmente não existem projectos em curso ou novos projectos previstos, o último e único até agora, foi elaborado no âmbito do concurso "Cidades Criativas", sob o tema da arqueologia industrial, cujo título é: "Requalificação das Antigas Instalações Industriais das Fábricas Mendes Godinho e Fábrica de Fiação" dois importantes complexos industriais em Tomar, hoje desactivados.

## Projectos Anteriores

### Requalificação das Antigas Instalações Industriais das Fábricas Mendes Godinho e Fábrica de Fiação

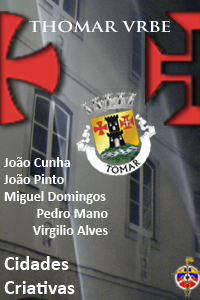
1.º Cartaz do projecto.

O projecto previa a transformação e requalificação para espaços de lazer de dois espaços diferentes, subdividindo-os em dois pólos. 
O Pólo A, constituído pelo complexo ocupado durante o século XX pela Fábricas Mendes Godinho, contendo espaços industriais e escritórios, implantada em pleno centro histórico de Tomar, neste complexo existe também uma vala de água, do Rio Nabão, que atesta os antigos complexos lagareiros com origens Templárias e modificações mauelinas.
O Pólo B, seria então o ocupado pela tricentenária Fábrica de Fiação de Tomar mandada erigir pelo Industrial francês Jácome Ratton e pelo sócio Timótheo Verdier.
A proposta é a de se criar um grande espaço museológico referente à indústria, centrando-se no pólo A vários museus vivos, de entre outros (incluindo um museu do ferro) e no pólo B o Museu da Indústria, e aprimorando os espaços envolventes, pelo reordenamento dos espaços verdes, a criação de zonas de lazer, comércio e serviços, um repositório documental e a reconstrução de duas mini-hídricas.

### Antevisão sócioeconómica
Este projecto, é em si, uma proposta que abarca vários domínios, sendo que os principais, são obviamente a via educacional, histórica e museológica, cujo contributo, não engloba apenas estas áreas, mas sim a renovação de áreas que quer pelo seu simbolismo e implantação geográfica necessitam urgentemente de uma requalificação. Em especial aquelas áreas em pleno centro histórico e que apresentam elevado estado de degradação.

## O Grupo

### Início
Sendo inicialmente concebido como um projecto escolar de Área de Projecto o Thomar Vrbe, nome dado ao projecto, visava apenas ser um normal projecto para avaliação, contudo, esse mesmo ano lectivo, 2007/2008, coincidiu com o lançamento pela Universidade de Aveiro e APPLA, o arranque da primeira edição do concurso Cidades Criativas, um desafio aos alunos do 12.º Ano de Área de Projecto para desenvolverem um projecto de âmbito urbano com vista a solucionar problemas da sua cidade, tendo como objectivo a criatividade e sustentabilidade. O grupo de alunos do projecto Thomar Vrbe, decidira inscrever-se, adoptando o nome do projecto como nome do grupo. O Thomar Vrbe foi inscrito por João Ari da Silva Teixeira Pinto, João Pedro Sena Cunha, Miguel Filipe dos Santos Domingos e Virgilio Miguel Almeida Alves, alunos de Socioeconómicas da Escola Secundária Jácome Ratton de Tomar cuja Área de Projecto foi leccionada pela Professora Ana Paula Ferreira.

### Concurso Cidades Criativas
O Thomar Vrbe teve uma participação modesta, implícito com o facto de não recolher muitos apoios junto das edilidades tomarenses, participou numa apresentação pública em Santarém na Escola Dr. Ginestal Machado juntamente com outros grupos concorrentes, dinamizada pela organização do concurso, tendo como intervenientes de entre outros o Mestre José Carlos Mota, da Secção Autónoma de Ciências Sociais, Jurídicas e Políticas da Universidade de Aveiro.
Durante o primeiro período, foi classificado entre os 40 melhores projectos em quatro centenas de projectos concorrentes.
O projecto apresentado bem como um cartaz de apresentação elaborado valeram, um Menção de Honra atribuído pela Parque Expo na categoria "Transformação Urbana".

### Pós CCC
Após a participação no concurso cidades criativas, o projecto entra numa fase de estagnação, saindo dali duas meras plataforma semi-noticionas e críticas, no fim de 2008, o projecto é considerado encerrado, transformando-se o Thomar Vrbe numa plataforma críticas da sociedade e da cidade. Surge um novo blogue, o Tomar Sentido, que actua em grande medida sobra a política e a economia considerado como "o segundo canal".
Em dezembro toda a estrutura web é desactivada procedendo-se a uma enorme re-estruturação, que acabará já em 2009 com um novo visual adoptado e um novo projecto em mãos.
Já em 2009, um novo projecto lançado, ainda em fase de estruturação arranca pela mão de um novo colaborador, João Filipe Alcobia Mano e ainda por Pedro Miguel Sousa Mano e Virgilio Miguel Almeida Alves. A Rádio Comunicação Nova inicia operações a 8 de Janeiro deste ano. A RCN nada mais é que um aglomerado de radiostream programada, stream de vídeo programado inserido em comunidades.

### Galeria Fotográfica

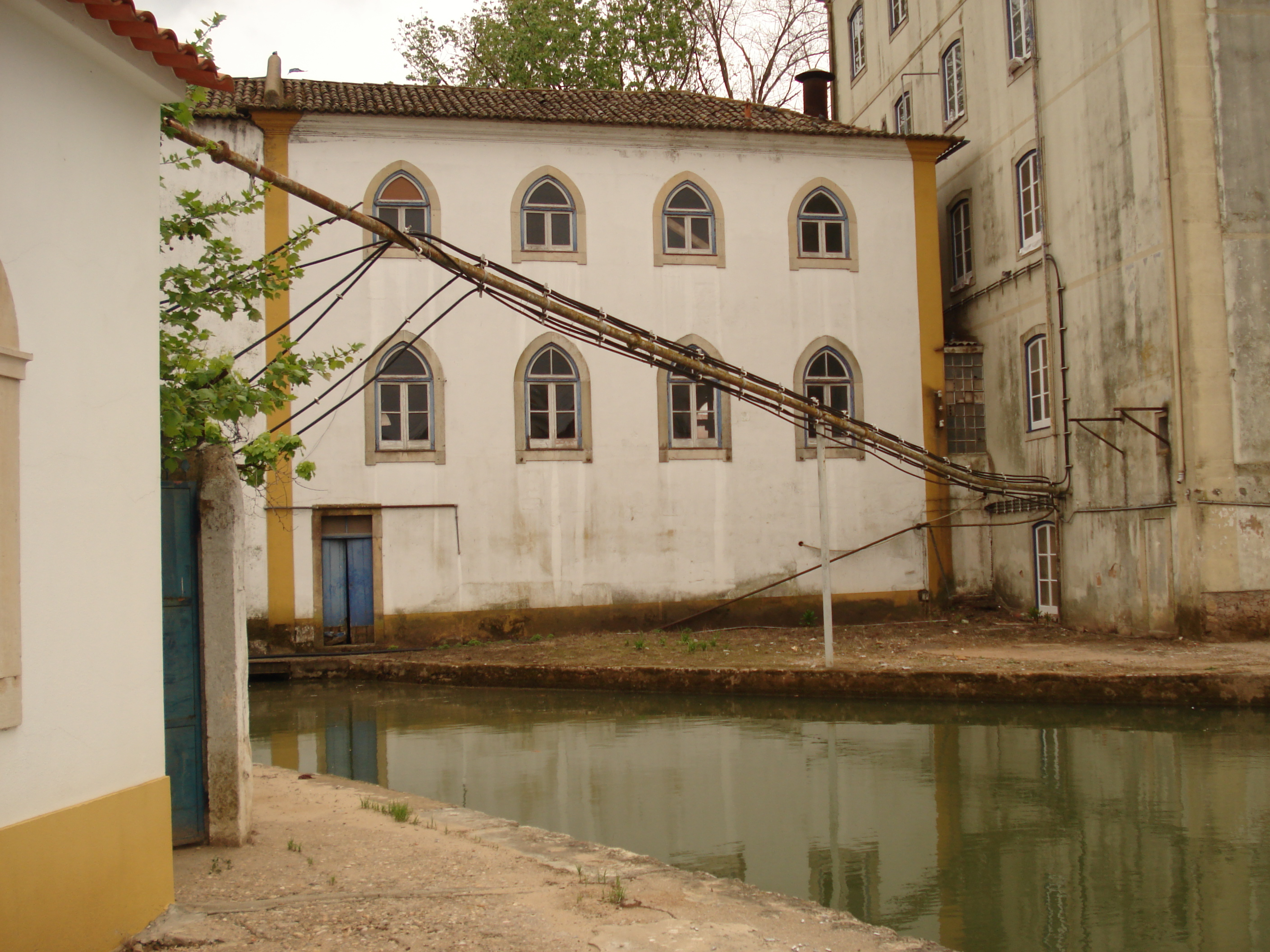
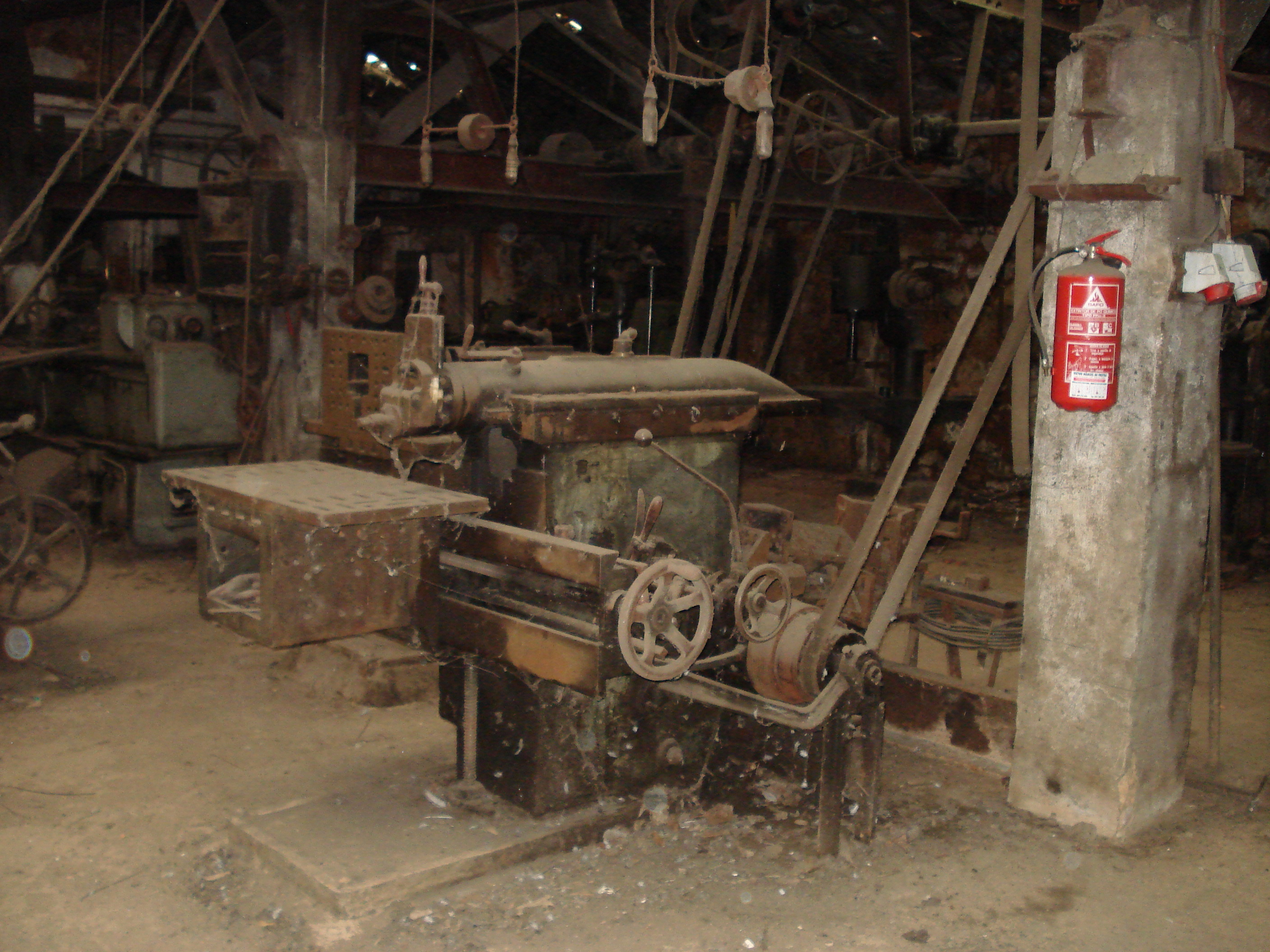
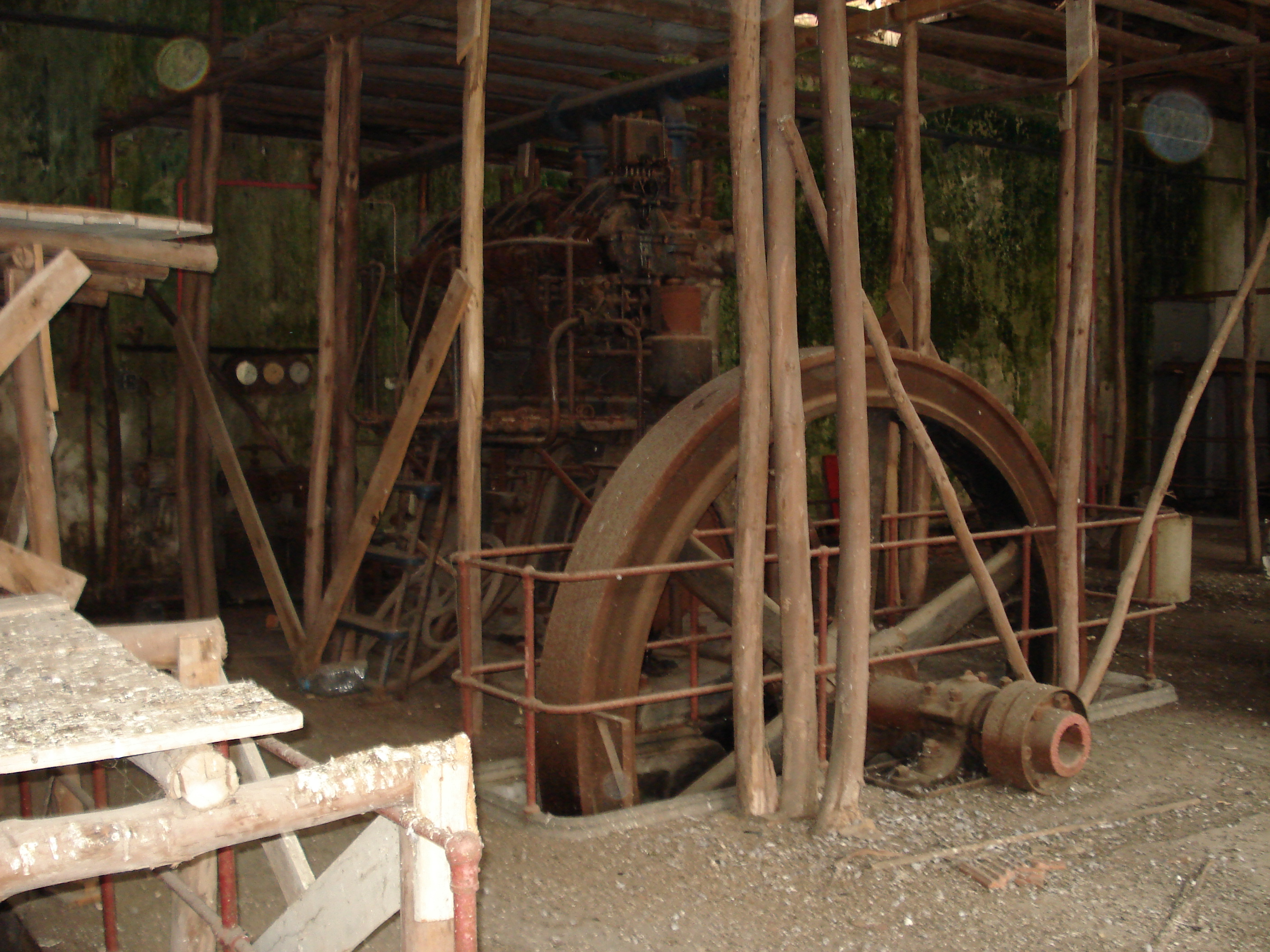
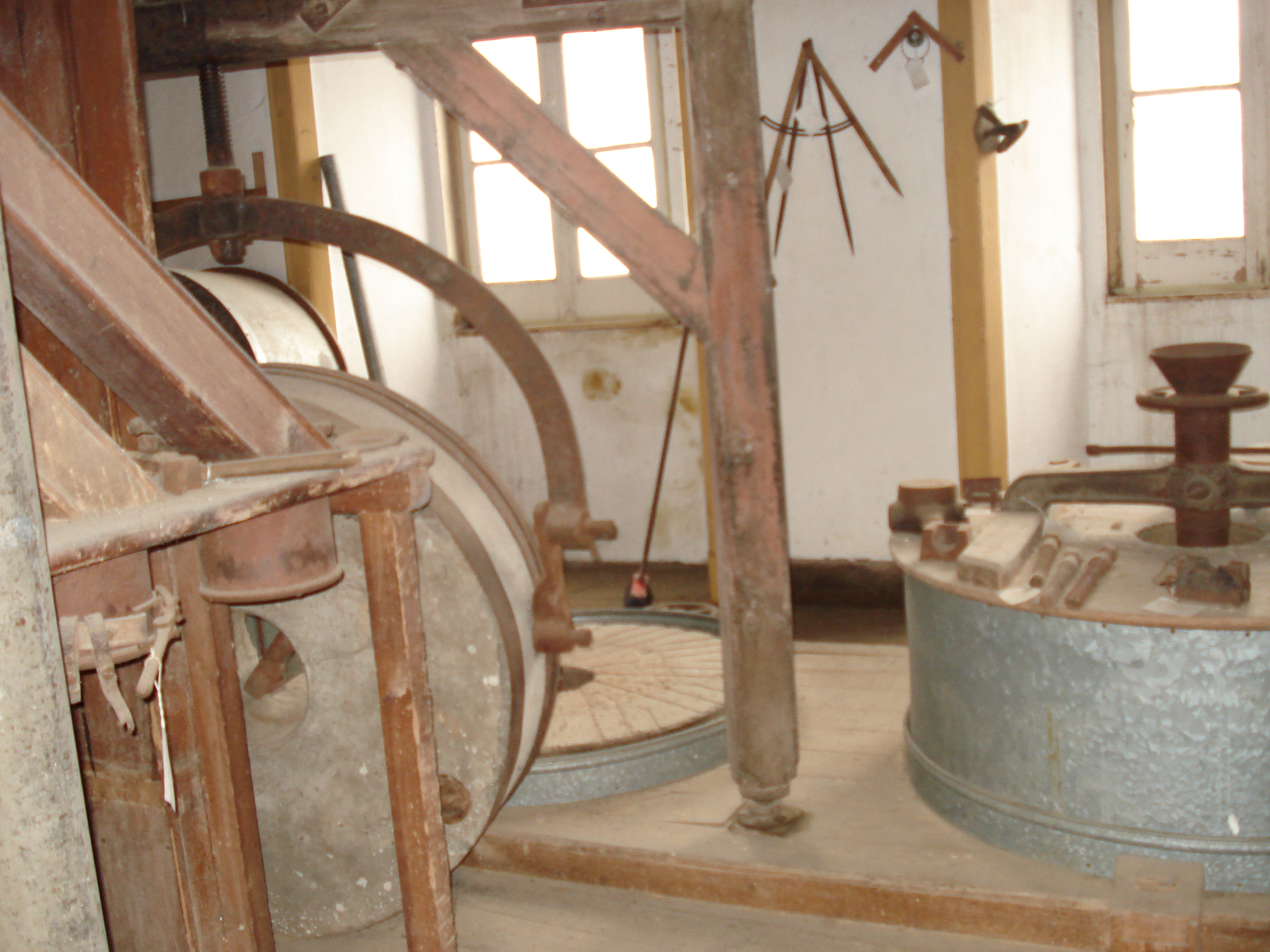
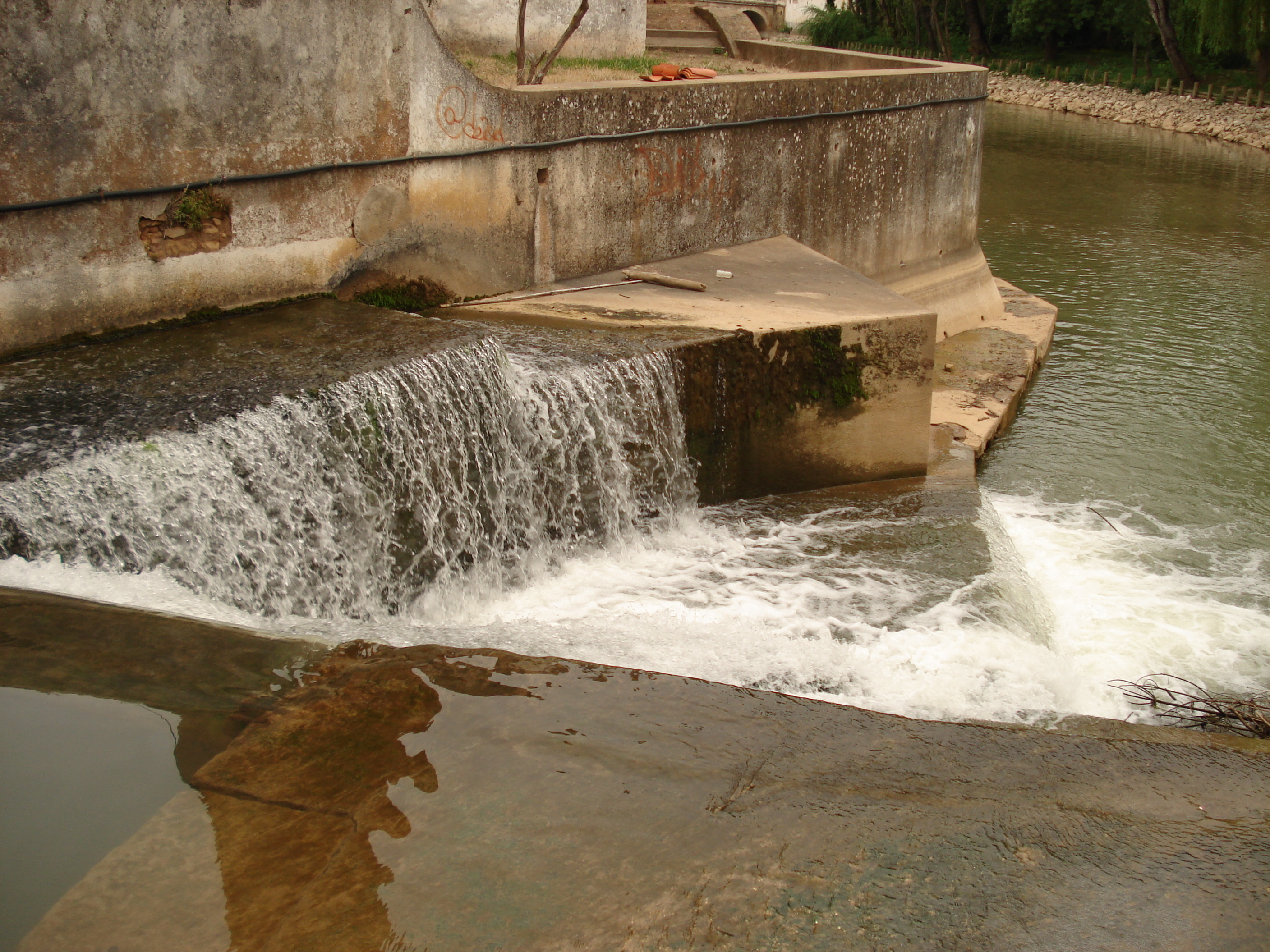
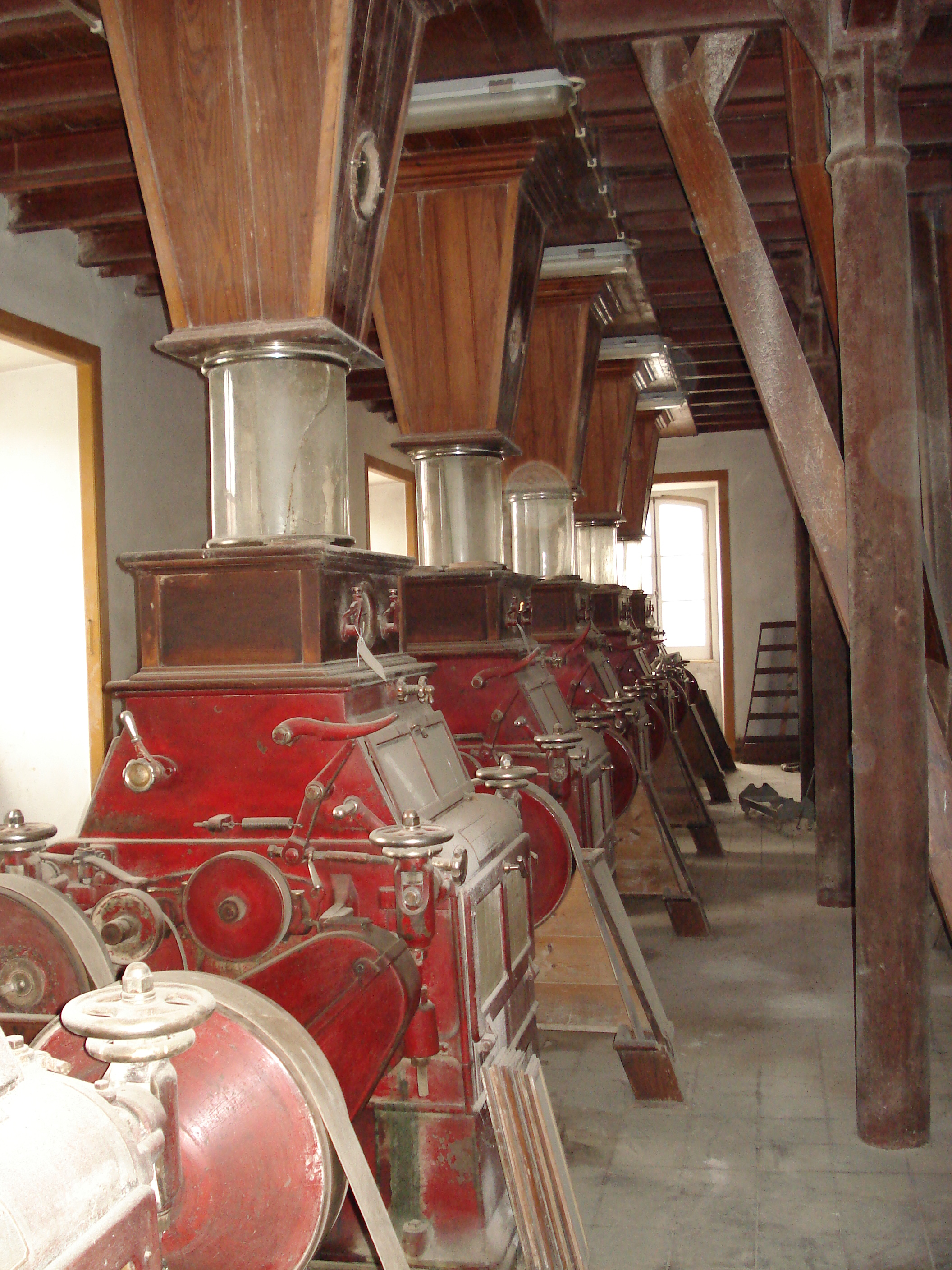
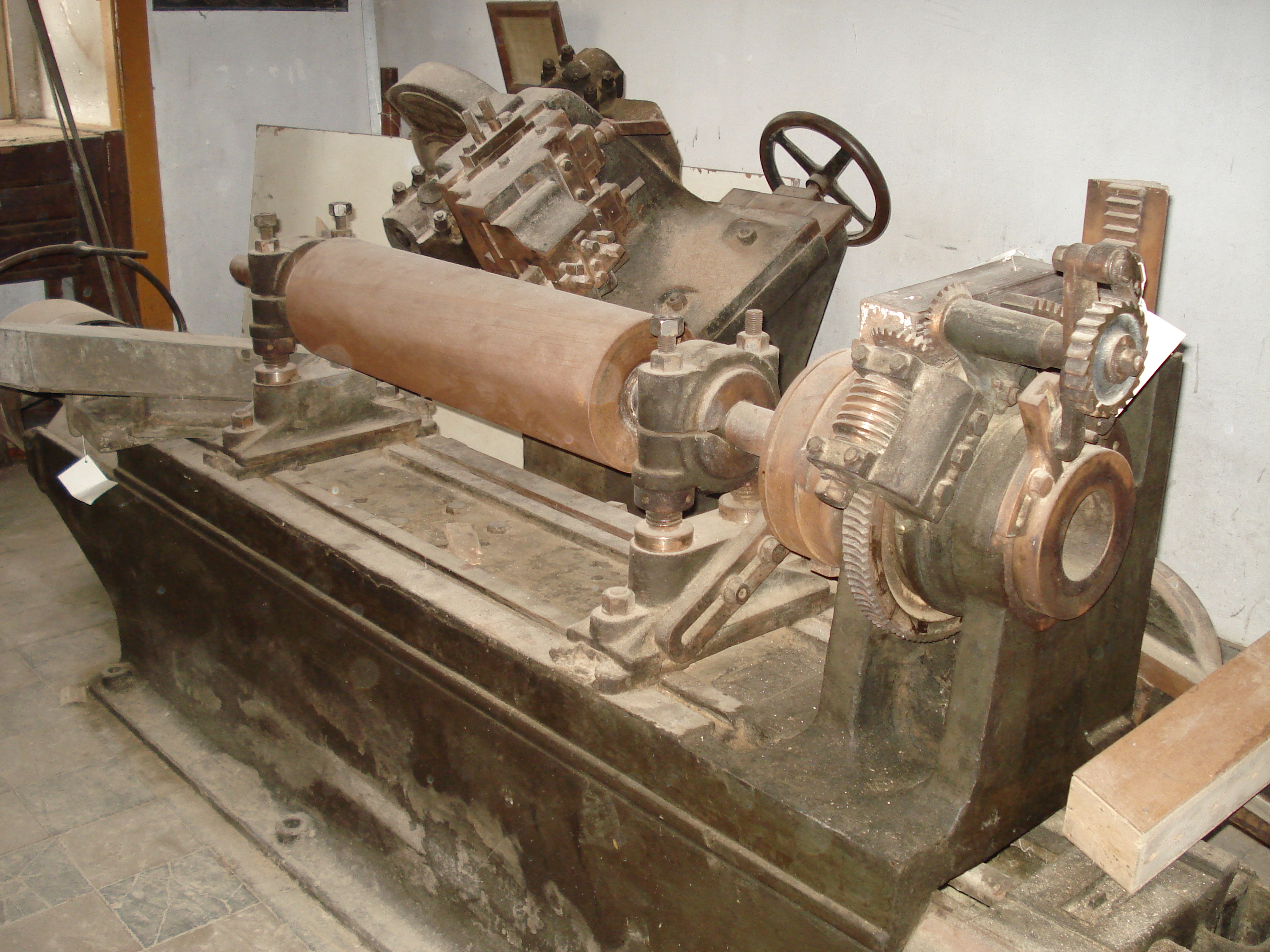
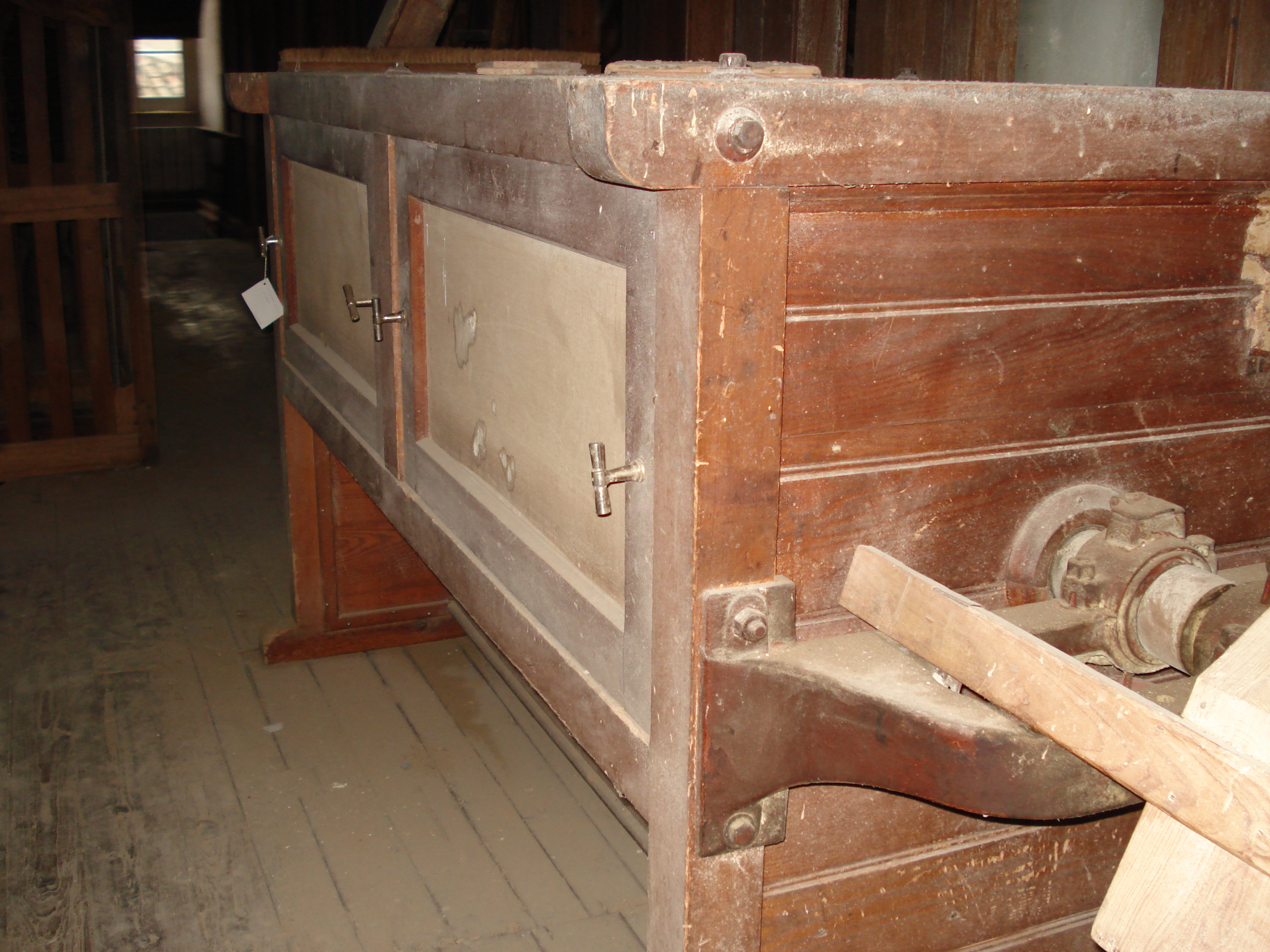